# 林裕人
林 裕人（はやし ひろひと、1954年4月1日 - ）は、日本のパティシエ（製菓職人）、元辻学園調理・製菓専門学校主任教授（製菓・製パン主任）。現在は大阪府洋菓子工業協同組合常務理事、大阪府洋菓子協会副会長、大阪府洋菓子技能士会会員。旧名は林 繁和（はやし しげかず）。大阪市出身。前妻は、タレントの西川かの子。

## 経歴
本業はパティシエであるが、ABCテレビのバラエティ番組『探偵!ナイトスクープ』における「番組に押し付けられた珍食材を軽妙な話術を交えて料理する林先生」として関西中心に高い知名度と根強い人気を獲得。同番組に「探偵局顧問」としてゲスト出演する回もある他、その調理技術と話術を買われて様々なメディアで活躍中。テレビ出演時は、トレードマークのトックブランシェを野外ロケであっても常時着用し、専門の洋菓子のみならず和洋中はじめあらゆる料理を扱う。
私生活では、2005年4月1日、西川きよしの娘でタレントのかの子との再婚を発表。挙式は「岸和田セントジョーンズチャーチ」で行われた。2008年に入ってから別居状態となり、同年10月27日、正式に離婚した。
かの子との間に1女、最初の妻との間には1男1女。
2009年6月、林繁和から林裕人に改名。

## 出演番組

### 現在
- 探偵!ナイトスクープ（ABCテレビ）※不定期

### 過去
- キユーピー3分クッキング（日本テレビ）1988年12月 - 1989年1月、土曜日・「お菓子」講師[5]林繁和名義で出演。
- こんちわコンちゃんお昼ですょ!（MBSラジオ）※2013年4月から水曜コーナー「教えて!林シェフ!!コンちゃん健康プロジェクト」レギュラー
- お願い!ランキング（テレビ朝日）※「美食アカデミー」に不定期出演
- トミーズのはらぺこ亭（関西テレビ）※深夜時代にレギュラー出演
- 林ん家の台所（ABCテレビ）※夫婦揃って出演（2008年9月30日に終了）
- さんま・玉緒のお年玉あんたの夢をかなえたろかスペシャル（TBSテレビ）（2009年1月4日）
- 今、この顔がスゴい!（TBSテレビ）※2014年3月6日、グルメ芸能人VS料理専門家(ゲスト出演)
- 情報ライブ ミヤネ屋（ytv）※「愛のスパルタ料理塾」レギュラー
- かんさい情報ネットten!（ytv）※木曜コーナー「プロに勝てるか!? シェフvs主婦料理バトル」監修

### ドラマ
- ハクバノ王子サマ（ytv）- 第8話　洋食店のシェフ役

## 受賞歴
- 1989年：全国菓子大博覧会にて寬仁親王名誉総裁賞受賞
- 1993年：ドイツ洋菓子職人世界選手権日本代表

## 著書
- 林繁和『林'sショコラ』 (2001年、旭屋出版)
- 林繁和・西川かの子『林ん家の台所』ソニー・マガジンズ, 2006.7
- 林裕人『愛のスパルタ料理塾 ～定番レシピにひと工夫でこんなにおいしい！～』 (2012年、ソフトバンククリエイティブ)
- 林裕人『林裕人のごちそう弁当塾 プロが教えるおかず131レシピ』新潮社, 2012.4